# Molinet de pebre

Molinet de pebre.

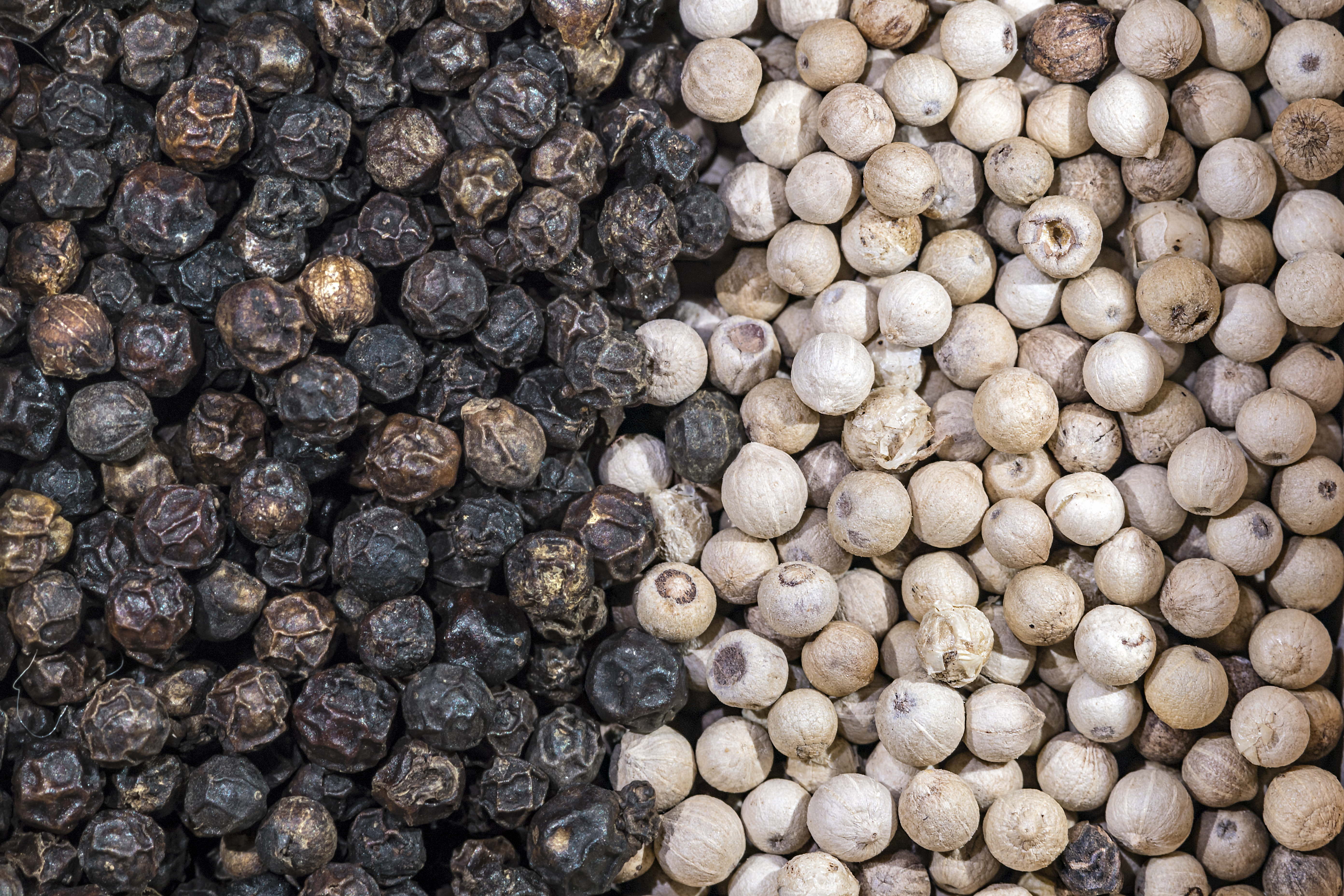
Grans de pebre.

Un molinet de pebre és un estri de cuina (i de taula) que permet moldre els grans de pebre proporcionant pebre molt. El pebre molt consta de partícules relativament petites i fàcils de barrejar amb el menjar.

## Història

### Morters
Els usos gastronòmics i farmacèutics del pebre són molt antics. En l'obra De re coquinaria hi ha nombroses referències al pebre picat en un morter. Bernard de Gordon, en l'obra Practica seu Lilium medicinae, parla també de morters eventualment mal netejats després d'haver-hi molt pebre. (Esmentant una pràctica habitual dels apotecaris: picar pebre en un morter. La manca de neteja seria accidental).

### Molinets industrials
En el segle xix ja hi ha referències específiques a petits molins de pebre. Probablement existien des de molt abans, associats al comerç de grans quantitats de pebre en pols.
|  |  |

### Molinets de pebre Peugeot
Des de 1874 els germans Peugeot patentaren, fabricaren i comercialitzaren molinets de pebre per a taula. Una de les empreses Peugeot continua fabricant molinets de taula.

## Descripció
La forma tradicional d'un molinet de pebre és la d'un cilindre de secció circular buit i allargat. La llargària habitual és de 15-30 centímetres però hi ha models “gegants” que poden arribar als 60 cm. La part inferior conté el mecanisme de moldre, unit amb la part superior amb un eix que permet accionar el “disc” esmicolador. L'usuari agafa amb una mà el molinet i el situa sobre el recipient que ha de rebre el pebre molt. Amb l'altre mà fa girar la part superior, molent el pebre i deixant-lo caure al lloc escollit.

### Mecanisme
El mecanisme del molinet és del tipus de discs. Un disc mòbil pot girar paral·lel a un altre disc estacionari separat una distància determinada (distància que determina el grau d'esmicolament). El moviment relatiu i la forma de cada disc va agafant els grans (baies) de pebre i trencant-los en partícules petites. Els discs poden ser plans o lleugerament cònics.

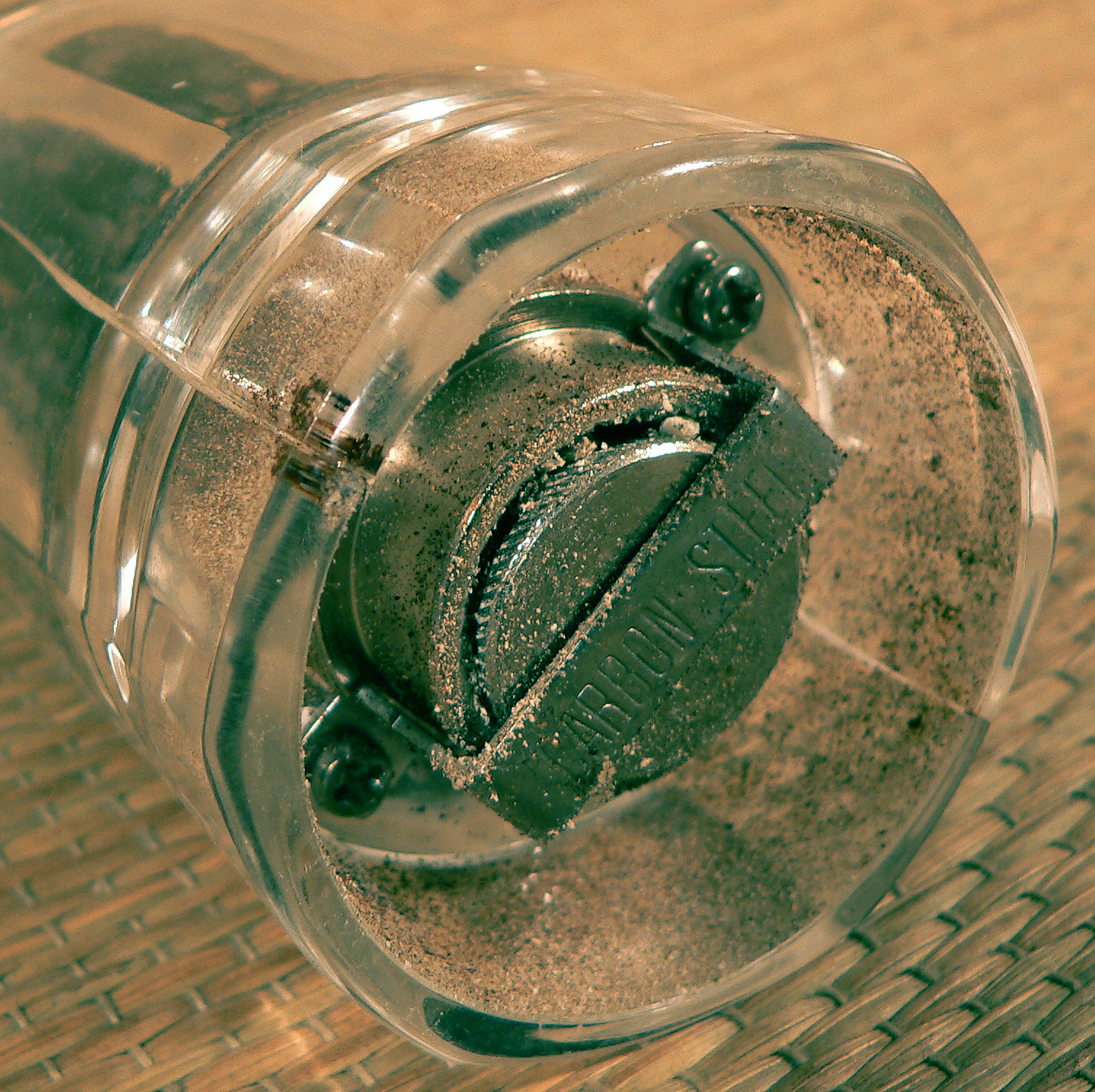
Detall del mecanisme d'un molinet de pebre.

## Avantatges
Els molinets de pebre permeten emmagatzemar grans de pebre sencers i ofereixen una trituració fàcil just en el moment desitjat. La dosificació, a més, és molt precisa. Cal tenir en compte que els grans de pebre contenen substàncies volàtils que afecten el sabor i l'aroma. Quan es polvoritzen els grans, aquestes substàncies es perden gradualment i les petites partícules de pebre s'oxiden amb contacte amb l'aire atmosfèric. Les propietats del pebre acabat de moldre són molt superiors a les del pebre comercialitzat en pols.